# Vices (Waysted)
Vices è il primo album dei Waysted, uscito nel 1983 per l'Etichetta discografica Chrysalis Records.

## Tracce
1. Love Loaded – 3:54 (Pete Way, Ronnie Kayfield, Ian Muir)
2. Women in Chains – 4:20 (Kayfield, Muir)
3. Sleazy – 4:13 (Paul Raymond, Kayfield, Muir)
4. Night of the Wolf – 5:01 (Way)
5. Toy With the Passion – 4:03 (Way, Kayfield, Muir)
6. Right From the Start – 5:34 (Way, Muir)
7. Hot Love – 4:22 (Way, Muir)
8. All Belongs to You – 3:33 (Raymond)
9. Somebody to Love (cover dei Jefferson Airplane) – 3:03 (Darby Slick)

## Formazione
- Fin - voce
- Ronnie Keyfield - chitarra solista, cori
- Paul Raymond - chitarra ritmica, tastiere, cori
- Pete Way - basso
- Frank Noon - batteria